# Галате
Галате или Галата (мкд. Галате) је насеље у Северној Македонији, у северозападном делу државе. Галата припада општини Врапчиште.

## Географија
Насеље Галате је смештено у северозападном делу Северне Македоније. Од најближег већег града, Гостивара 7 km северно.
Галате се налази у горњем делу историјске области Полог. Насеље је положено на западном ободу Полошког поља. Источно од насеља пружа се поље, а западно се издиже Шар-планина. Надморска висина насеља је приближно 600 метара.
Клима у насељу је умерено континентална.

## Историја
Почетком 20. века Галате је било насељено православним Словенима, све верницима српске православне општине Цариградске патријаршије. У месту је православна црква посвећена Св. Николи, при којој 1900. године службују поп Теофило Поповић мештанин и црквени тутор Никола Исаиловић.
Прослављен је 1895. и 1896. године Савиндан, школска слава у месту. Чинодејствовао је и беседио поп Павле Поповић из Зубовца. У Галати је у то време Никола Исаиловић школски тутор, а црквени - Милош Стојановић.
Ту је 1900. године било 50 "чисто српских кућа". Поп Павле Поповић из Гостивара је поред отварања српске школе у Зубовцу, радио на томе да се реши школско питање и у Галати. У Галати је тада био учитељ али није био српски, па деца нису имала много вајде. Дошли су галатски кмет Ђоле Ћеревизовић и црквени тутор Јоксим Гоџовић код Поповића који је тада био учитељ у Зубовцу. Изнели су пред њега буклију здравицу и позвали га у име села, да пређе код њих за учитеља. Он није хтео да квари споразум са општином Зубовац, па је обећао да ће им наћи доброг учитеља. Заиста, 25. децембра 1893. године дође Сима Бабарогић да ради код њих као учитељ. После три дана, почео је да подучава 65 ученика, и то ће радити следеће четири године. Због великог броја ђака ангажован је још један његов колега 1896-1897. године - Станко Димитријевић. Следеће године дошао је ту Јован Поповић учитељ из Гостивара. Њега је заменио и то кратко учитељ Михајло Угриновић 1898. године. Године 1900. та школа је још више нарасла са бројем деце, па су тада предавали четири учитеља и једна учитељица.
На школској слави 1906. године служио је поп Марко Србиновић, а домаћин славе у школи био Јалаћије Мировић. Скупљени прилог од 45 српских кућа износио је само 76 гроша. Тадашњи капитал школе износио је 300 гроша.

## Становништво
Галате је према последњем попису из 2002. године имала 1.151 становника.
Претежно становништво у насељу су Албанци (56%), а у мањини су етнички Македонци (29%) и Турци (15%).
Већинска вероисповест је ислам, а мањинска православље.